# كوداكية نمرية
كوداكية نمرية (الاسم العلمي: Codakia tigerina) هي نوع من الرخويات تتبع جنس الكوداكية من فصيلة اللوسينات.